# Subergorgia mexicana
Subergorgia mexicana is een zachte koraalsoort uit de familie Subergorgiidae. De koraalsoort komt uit het geslacht Subergorgia. Subergorgia mexicana werd in 1878 voor het eerst wetenschappelijk beschreven door Koch. 